# Antoine Charles Horace Vernet

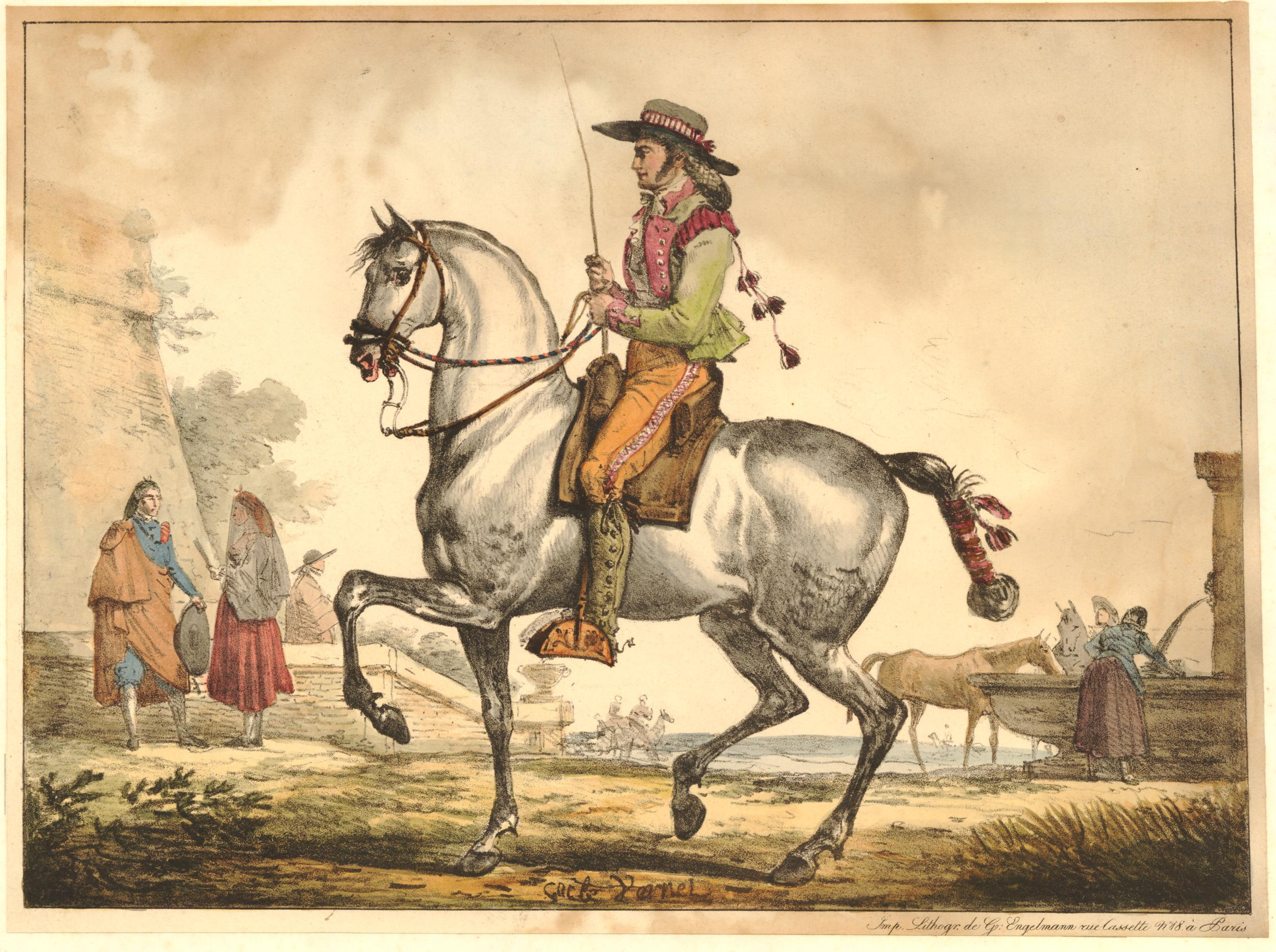
Spaanse ruiter, lithografie, handgekleurd

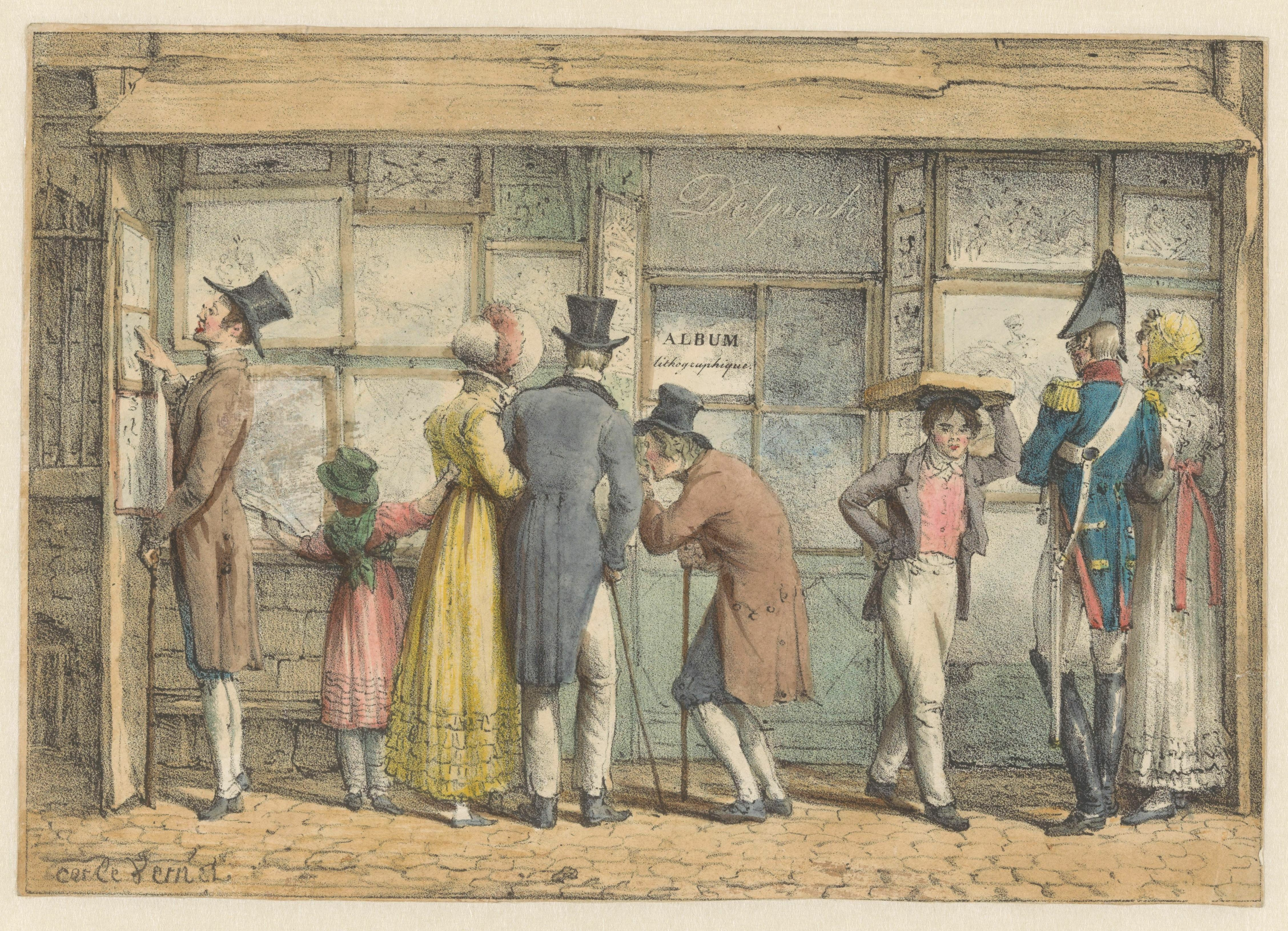
Etalage van drukker Delpech te Parijs, lithografie, handgekleurd

Antoine Charles Horace Vernet ook: Carle Vernet (Bordeaux, 14 augustus 1758 - Parijs, 17 november 1836) was een Frans kunstschilder, tekenaar en graficus. Hij was de jongste zoon van Claude Joseph Vernet en de vader van Horace Vernet.
Hij werd bekend met Napoleontische oorlogstaferelen, jachttaferelen, landschappen en genrestukken. Zijn historiestukken werden veelvuldig gereproduceerd als litho's, die grote verspreiding vonden.

## Levensloop
Vernet werd opgeleid door zijn vader en door Nicolas-Bernard Lépicié. Hij won de Prix de Rome en vertrok voor een studiereis naar Italië, van waar hij door zijn vader werd teruggeroepen omdat hij van plan was tot een kloostergemeenschap toe te treden.

In zijn schilderij Overwinning van Paulus Aemilius brak hij met de traditionele weergave van paarden en putte uit zijn eigen waarneming in stallen en maneges.
Nadat Vernets zus tijdens de Franse Revolutie door middel van de guillotine om het leven gebracht was gaf hij een tijdlang de brui aan de kunst.
Toen hij weer begon te schilderen tijdens de regering van de Directoire (1795–1799), koos hij in zijn werk een volledig andere aanpak. Hij begon rijkgedetailleerde oorlogshandelingen te tekenen en te schilderen ter meerdere eer en glorie van Napoleon Bonaparte. Dit werk viel bij de heersers in de smaak. Hij werd door Napoleon benoemd in het Legioen van Eer voor zijn schilderij Dageraad van Austerlitz. Koning Lodewijk XVIII onderscheidde hem met de Orde van Sint-Michiel. Tot zijn latere werk behoren weer jachttaferelen met ruiters.
In 1788 werd hij als lid toegelaten tot de École des Beaux-Arts in Parijs en in 1810 tot de Académie des Beaux-Arts. Naast zijn kunstige weergave van veldslagen, paarden en honden maakte hij ook humoristisch werk. Zijn genrestukken bezitten nu vooral ook waarde als bron van cultuurhistorische informatie.

## Afbeeldingen

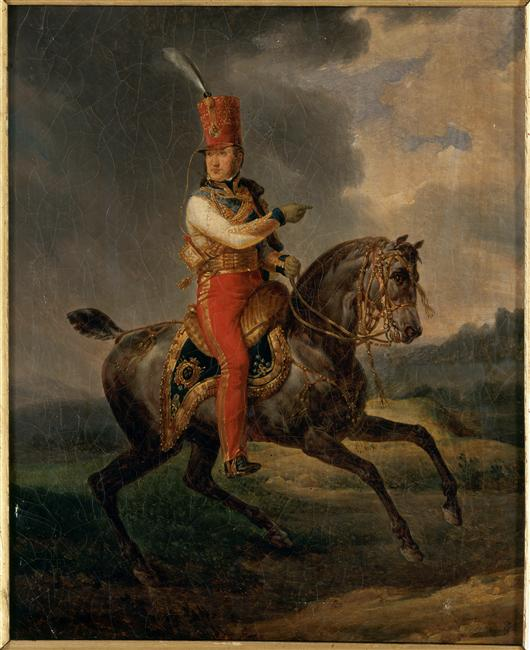
Lodewijk Filips II van Orléans
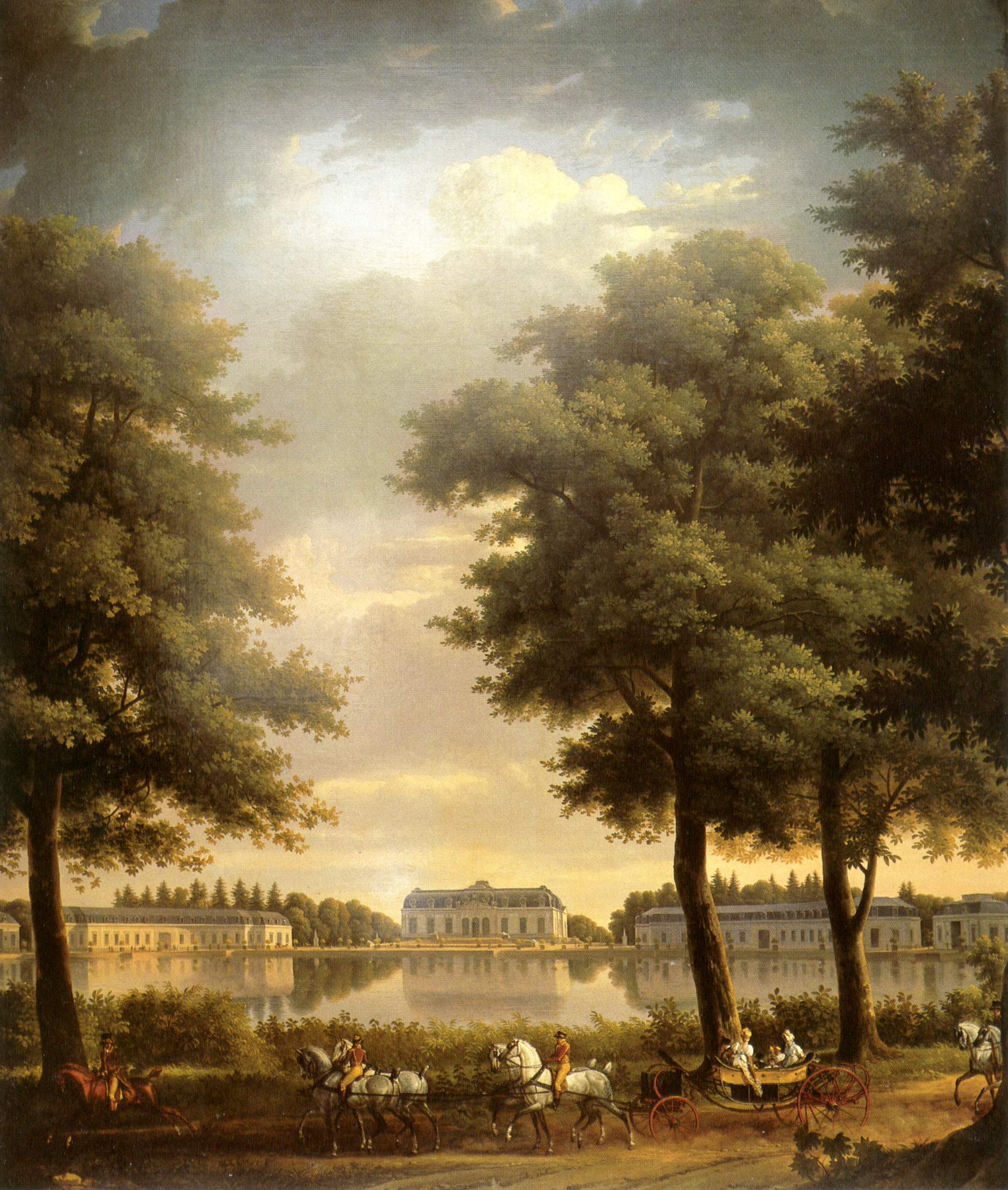
Kasteel Benrath
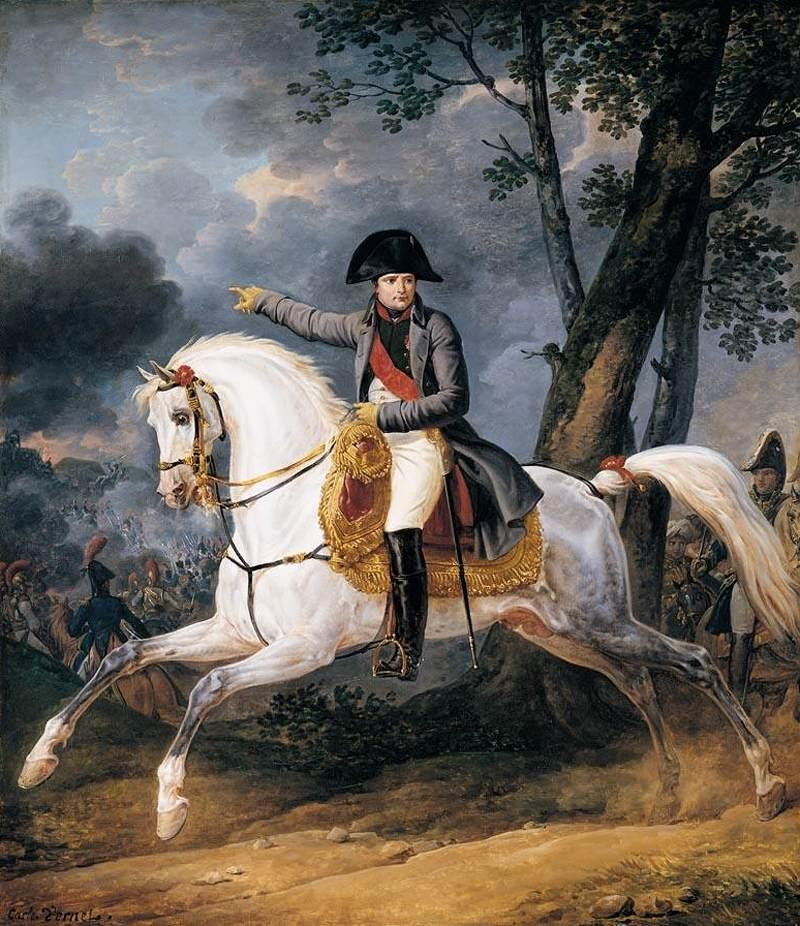
Napoleon Bonaparte te paard

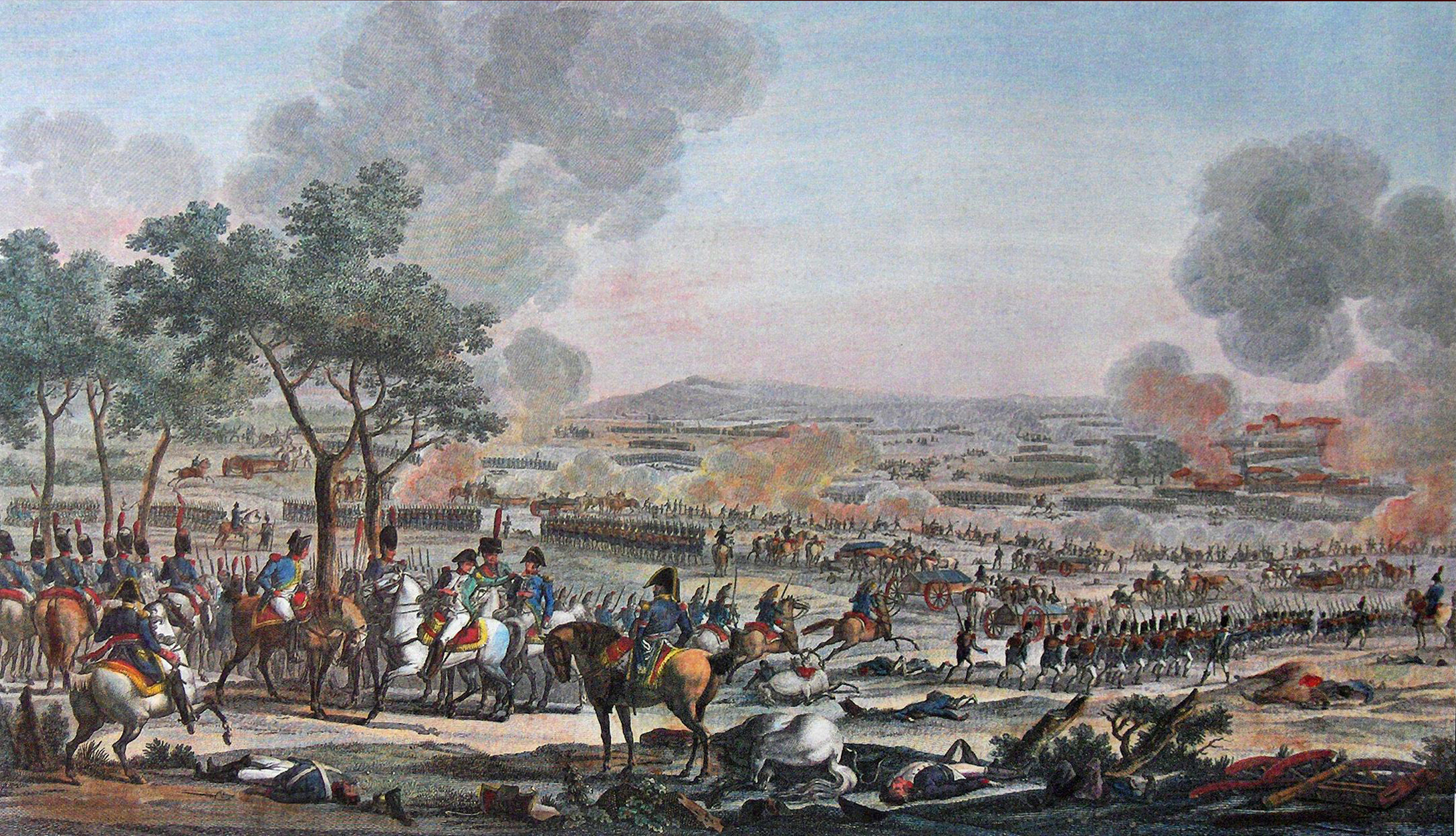
Slag bij Wagram, litho: Jacques Swebach
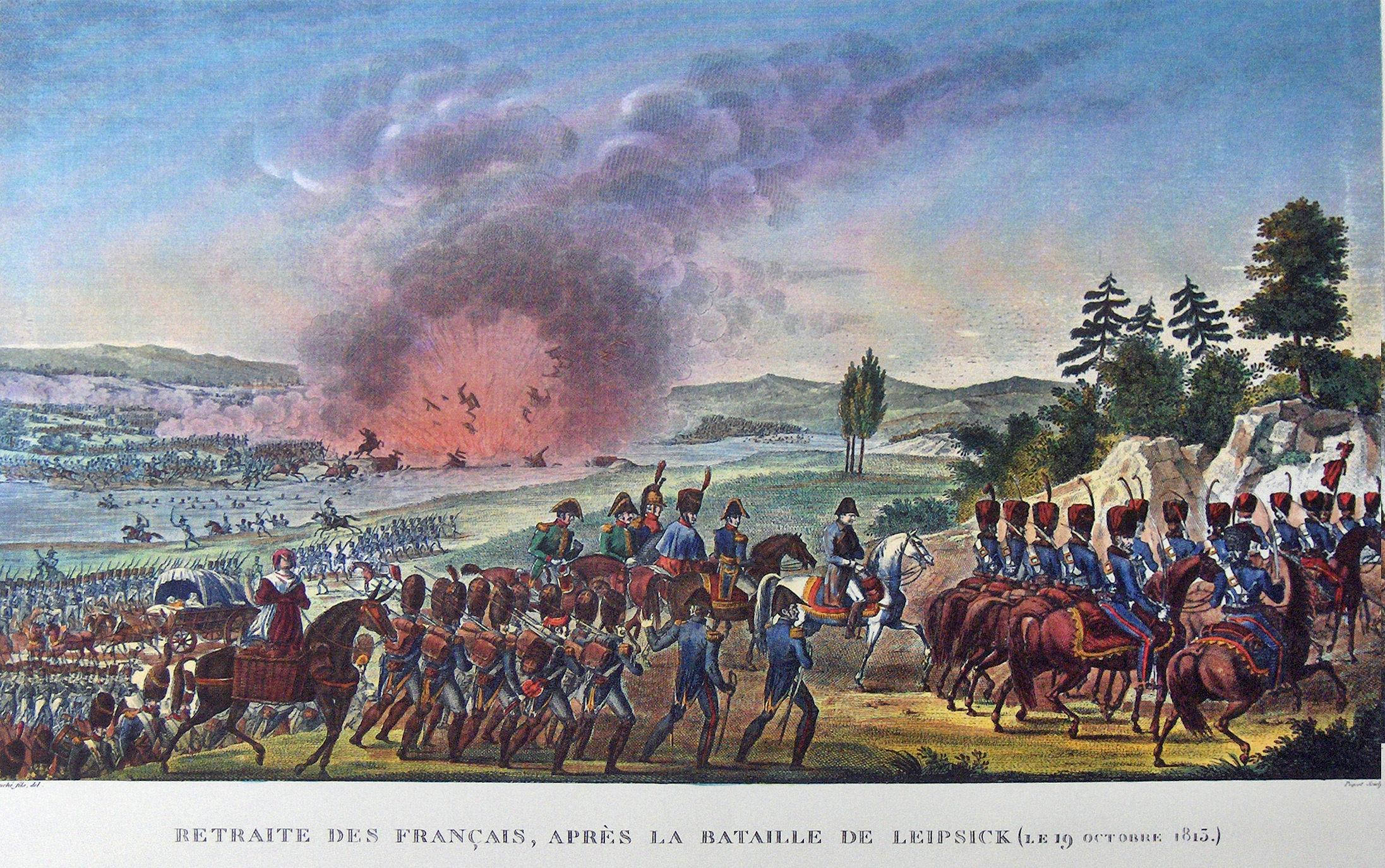
Slag bij Leipzig, litho: Jacques Swebach
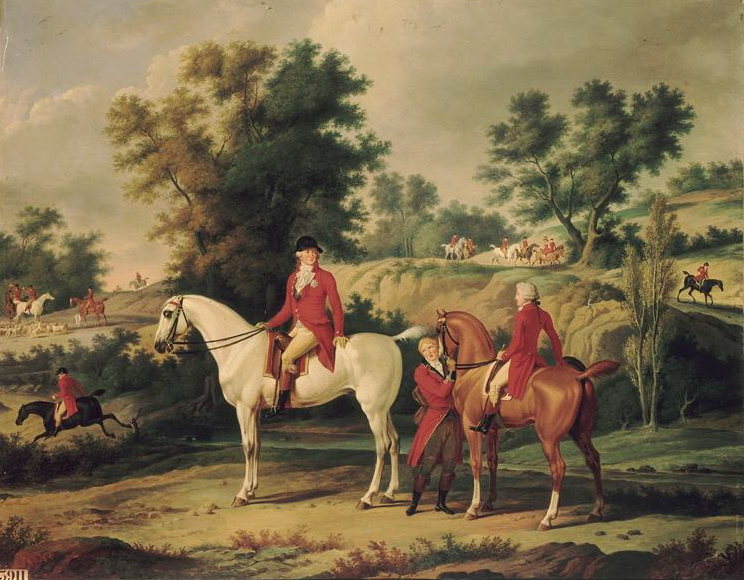
Koninklijke jacht, litho: Alexis-Joseph Pérignon

- Biblioteca Nacional de España: XX833528
- Bibliothèque nationale de France: cb11928023v (data)
- CiNii: DA1442677X
- Stuttgart Database of Scientific Illustrators 1450–1950: 11657
- Gemeinsame Normdatei: 118804235
- International Standard Name Identifier: 0000 0001 2128 0636
- KulturNav: f6e5cf4e-01ff-460f-a29a-0d2aa141f2a9
- Library of Congress Control Number: n87151336
- Base Léonore: LH//2692/6
- MusicBrainz: b4234381-d8e8-471e-ad38-4e9d9c8e3817
- National Gallery of Victoria: 3782
- Nationale Bibliotheek van Tsjechië: mzk2012695830
- Nationale Bibliotheek van Israël: 987007460013105171
- RKD-Nederlands Instituut voor Kunstgeschiedenis: 80559
- LIBRIS: 99601
- SNAC: w6kw729k
- Système universitaire de documentation: 027181774
- Union List of Artist Names: 500011057
- Virtual International Authority File: 36925590
- WorldCat: E39PBJB4cHg6jGk8WDJdxkTfv3